# ديتر هيلد
ديتر هيلد (بالألمانية: Dieter Held) هو رياضياتي وأستاذ جامعي ألماني، ولد في 1936 في برلين في ألمانيا.